# Amatersko kazalište Vaso Pelagić Brčko
Amatersko kazalište Vaso Pelagić je nekadašnja amaterska kazališna kuća u Brčkom. Djelovalo je od 1946. do 1992. godine. Zgrada Kazališta srušena je 2007. godine. 

## Povijest
Amatersko kazalište Vaso Pelagić je osnovano u Brčkom 1946. godine. Započelo je kao dramska sekcija kulturno umjetničkog društva Vaso Pelagić Brčko. Dobilo je status Amaterskog kazališta na Prvom festivalu amaterske drame Bosne i Hercegovine 1960. godine u Goraždu (sudjelovale su samo dramske sekcije Kulturno umjetničkih društava). Brčaci su izveli predstavu "Vani pred vratima" – V. Boharda, u režiji Mehmeda Mehmedovića – Debelog, koja je proglašena najboljom predstavom Festivala. S obzirom na tu izvedenu predstavu i uopće na uspješan rad ove sekcije, oni su stekli pravo da kao gosti nastupe na Festivalu amaterskih kazališta Bosne i Hercegovine. Brčaci su to pravo iskoristili i s istom predstavom u Visokom, 1961. godine, vrlo uspješno nastupili na Trećem festivali amaterskih kazališta Bosne i Hercegovine, gdje je sudjelovalo šest Amaterskih kazališta i dvije dramske sekcije KUD-ova. Postigli su vidan uspjeh i tako stekli status Amaterskog kazališta. Nakon toga, KUD se, pod novim imenom "Veljko Lukić-Kurjak", seli u druge prostorije, a Kazalište ostaje u postojećim sa starim nazivom. Tako dolazi do osnivanja i osamostaljivanja Amaterskog kazališta "Vaso Pelagić" u Brčkom. Zgrada Gradskog amaterskog kazališta Vaso Pelagić je sagrađena 1918. godine, renovirana 1990., a srušena 2007. godine.
Kazalište je postojalo sve do početka rata 1992. godine. Uoči rata bila je jedna od najstarijih, ali najuspješnija kulturna ustanova grada. Tijekom rata, i nakon toga, postoji želja o zatiranju postojanja o radu ovog Kazališta u Brčkom. Tome je naročito doprinio vandalski postupak Vojislava Vendlenera, inače prvog i najstarijeg uposlenika kališta, koji je sa Ženskog mosta u Brčkom u rijeku Brku pobacao cijelu, besprikorno dokumentaciju i arhivu o nastanku i dugogodišnjem radu ovog Kazališta. Ostala dokumentacija koja je, po važećim zakonima, dostavljana Službi društvenog knjigovodstva i ostalim institucijama, također je bila nedostupna, a kasnije i uništena (završni računi, izvješća o radu i sl.). 
U statističkim zavodima Tuzle i Sarajeva su nestali bilo kakvi dokumenti o postojanju Kazališta u Brčkom. Bez traga je nestao i arhiv Saveza amatera Bosne i Hercegovine u Sarajevu. U gradskoj pismohrani Brčkog je pronađeno nekoliko primjeraka Službenog lista općine iz kojih su istrgnute stranice o registraciji Kazališta. Nekako se uspjelo doći do Službenog lista SR BiH, br. 28., od petka, 23. kolovoza 1991, god., u kojem je na strani II, pod naslovom: "Kod Višeg suda u Sarajevu upisano je u registar udruženja građana: Kod Višeg suda u Tuzli upisano je Omladinsko amatersko pozorište "Pelagić" Brčko kao građansko-pravno lice. Ciljevi udruženja su javno prikazivanje muzičkih i scenskih djela. Ovlaštena lica za zastupanje su Nikić Milan i Knežević Petar".
Ratna izbjeglica u Brčkom je nakon rušenja Kazališta, ožujka 2007. godine, s deponije smeća donio izvjestan mali dio fotografija nekih kazališnih predstava i nekoliko beznačajnih dokumenata. Nakon toga su mnogi iz obiteljskih dokumentacija, donosili fotografije, pohvale, diplome, priznanja, medalje, afiše, plakate i ostalu građu vezanu za rad i postojanje Kazališta u Brčkom.

## Članovi
Od 1946. do 1992. u Kazalište je bilo uključeno preko 4.000 članova. Ovaj nepotpuni popis je sačinjen po sjećanju na podatke iz uništene arhive Kazališta: Zaim Ahmetbegović, Ćazim Arifović, Mevlida Avdić-Mida, Hazim Bajramović, Rifat Baluković, Hrusto Begović, Resul Bečić, Faruk Bečić, Drita Bijelić, Marija Bijelić, Mirko Bosankić, Bahrija Ćatić, Ema Ćatović, Kojo Čurčić, Enver Dautović, Stevo Đokić, Stepka Đuričić, Marko Filipović, Dubravka Glušac, Lidija Glušac, Adnan Glibanović, Kasim Hadžić, Kemal Hadžović, Jovica Hadži, Ljubica Horvat, Inek Hugo, Ivka Ilić, Aziz Isaković-Zizi, Teufik Isaković, Fadil Jašarević-Zumba, Sulejman Jerković-Sule, Ljubiša Jović, Ejub Jukić, Fahrudin Jusić, Nikola Kirćanski, Huso Klebić, Petar Knežević, Vlado Kovačević, Antun Krbavac, Muharem Lasetović, Romeo Leka, Miroslav Lukić, Dragan Marojević, Franjo Martinović, Šuhreta Mehić, Mirsad Mehmedović, Muhamed Mehmedović, Sead Mehmedović, Slavica Minkek, Osman Mujić, Azra Muharemagić, Behija Mustafić, Milan Nikić, Ferhat Osmanović, Suad Osmanović, Muhamed Osmanović, Dragoljub Pajić, Faruk Pašić, Faruk Pekić, Živica Pavlović, Snježana Pavlović, Radoslav Popović, Dragan Prodanović, Ljubomir Perić, Miodrag Rašić, Sabit Rendić, Asmir Sarajlić-Kofa, Anđelko Simičić, Zoran Simikić, Nino Simeunović, Spomenka Stanić, Kemal Šaćirović, Kosta Šarkanović, Mersija Šećerbegović, Nedžad Šećerbegović, Željko Šemper, Mirko Štajer, Fahrudin Trakić, Marija Titolja, Nijaz Vejzagić, Vojislav Vendlener, Tomislav Vondruš, Nataša Zorić...

## Vanjske poveznice
- Amatersko pozorište Vaso Pelagić: Ljubav bez hljeba